# Ayla Algan
Ayla Algan (Isztambul, 1937. október 29. – Isztambul, 2024. január 4.) török színésznő, énekesnő.

## Élete
1937. október 29-én született Isztambulban, apja Vedat Kasman Kréta szigetéről származó kereskedő, anyja Nevzat Kasman festőművész.

## Filmjei
- Ali (1996)
- Sidika (1997-2003)
- Az utolsó hárem (1999)
- Nyári vakáció (2001)
- Aliye (2004-2006)
- Seherezádé (2007)
- Sorsok útvesztője (2014-2015)